# 鈴木おさむ 考えるラジオ
鈴木おさむ 考えるラジオ（すずきおさむかんがえるラジオ）は、TBSラジオをキーステーションに、JRN各局で放送されていたラジオ番組。2011年（平成23年）4月9日放送開始。2012年9月29日終了。

## 概要
放送作家の鈴木おさむをメインパーソナリティーとしたトーク番組。
毎回具体的なテーマを決めて、それについてリスナーからメール等で意見をもらいながら、関連する方へのインタビューや専門家のゲストとトークを交えつつテーマ内容について考える、というもの。ただし、2012年春以降はゲストを入れることはほとんどなくなっていた。

## 放送時間
- 毎週土曜日 19:00 - 20:55

## ネット局
| 放送対象地域   | 放送局             | 放送時間               | 備考 |
| -------------- | ------------------ | ---------------------- | --- |
| 関東広域圏     | TBSラジオ（TBS）   | 毎週土曜 19:00 - 20:55 | |
| 岩手県         | IBC岩手放送（IBC） | 毎週土曜 19:00 - 20:55 | |
| 秋田県         | 秋田放送（ABS）    | 毎週土曜 19:00 - 20:55 | |
| 山形県         | 山形放送（YBC）    | 毎週土曜 19:00 - 20:55 | 2012年4月8日放送開始。 |
| 山梨県         | 山梨放送（YBS）    | 毎週土曜 19:00 - 20:55 | Jリーグ（ヴァンフォーレ甲府戦）中継のため休止の場合あり |
| 静岡県         | 静岡放送（SBS）    | 毎週土曜 19:00 - 20:55 | 2011年10月1日で打ち切られたが、2012年7月21日から再開。Jリーグ（清水エスパルス・ジュビロ磐田戦）中継のため休止の場合あり                                                               |
| 石川県         | 北陸放送（MRO）    | 毎週土曜 19:00 - 20:55 | BCリーグ（石川ミリオンスターズ戦）中継のため休止の場合あり |
| 島根県・鳥取県 | 山陰放送（BSS)     | 毎週土曜 19:00 - 20:55 | 2011年10月1日で打ち切られたが、2012年4月8日から再開。 |
| 岡山県         | 山陽放送（RSK）    | 毎週土曜 19:00 - 20:55 | 2011年10月1日で打ち切られたが、2012年4月8日から再開。Jリーグ（ファジアーノ岡山戦）中継のため休止の場合あり                                                                            |
| 広島県         | 中国放送（RCC）    | 毎週土曜 19:00 - 20:55 | 2011年10月1日で打ち切られたが、2012年4月8日から再開。プロ野球（広島東洋カープ戦）中継のため休止・短縮の場合があり                                                                     |
| 徳島県         | 四国放送（JRT）    | 毎週土曜 19:00 - 20:55 | 2011年10月1日で打ち切られたが、2012年4月8日から再開。四国アイランドリーグplus（徳島インディゴソックス戦）中継（2011年）や20時放送の震災特番（2012年・自社制作）のため休止の場合があり |
| 長崎県・佐賀県 | 長崎放送（NBC）    | 毎週土曜 19:00 - 20:55 | NBCラジオ佐賀を含む |
| 熊本県         | 熊本放送（RKK）    | 毎週土曜 19:00 - 20:55 | 2011年10月1日で打ち切られたが、2012年4月8日から再開。 |
| 鹿児島県       | 南日本放送（MBC）  | 毎週土曜 19:00 - 20:55 | |

全局とも通常はフルネットで放送するが、20時に飛び乗り・飛び降りポイントがあり、ネット局は不定期に特番等で短縮放送を行う場合もある。

### 過去のネット局
| 放送対象地域 | 放送局              | 備考 |
| ------------ | ------------------- | --- |
| 福井県       | 福井放送（FBC）     | 2011年10月8日から2012年3月31日まで。                                                                          |
| 東海広域圏   | 中部日本放送（CBC） | 2012年3月31日まで。プロ野球（中日ドラゴンズ戦）中継や、後続番組『ナガオカ』の枠拡大により、休止・短縮があった |
| 和歌山県     | 和歌山放送（WBS）   | 2011年10月1日まで。                                                                                           |

## 出演者
- 鈴木おさむ　（放送作家）
- 出水麻衣　（TBSアナウンサー）

## 主なゲスト出演者
| 年     | 月日     | 氏名                             | 備考 |
| ------ | -------- | -------------------------------- | --- |
| 2011年 | 4月9日   | 春日武彦                         | （精神科医師） |
|        | 4月16日  | 望月正水                         | （元・ブルーハーツのメンバー）                                                                                           |
|        | 4月23日  | 瀬川ふみ子                       | （スポーツライター） |
|        | 4月30日  | 佐藤大吾                         | （NPO法人「チャリティ・プラットホーム」代表）                                                                            |
|        | 5月7日   | 三橋順子                         | （女装家） |
|        | 5月14日  | カンニング竹山                   | |
|        | 5月21日  | 河合蘭                           | （出産ジャーナリスト）                                                                                                   |
|        | 5月28日  | 福岡伸一                         | （生物学者） |
|        | 6月4日   | 宮武剛                           | （目白大学 人間学部人間福祉学科 教授）                                                                                   |
|        | 6月11日  | 武田徹                           | （ジャーナリスト） |
|        | 6月25日  | 倉田真由美                       | （漫画家） |
|        | 7月2日   | 堀江信彦                         | （編集長） |
|        | 7月9日   | 河合紀子                         | （ハウジングジャーナリスト）                                                                                             |
|        | 7月16日  | 板倉あつし                       | （旅行ジャーナリスト）                                                                                                   |
|        | 7月23日  | 中村安希                         | （ノンフィクション作家）                                                                                                 |
|        | 7月30日  | 駒崎弘樹                         | （NPO法人「フローレンス」代表）                                                                                          |
|        | 8月6日   | 荻原博子                         | （経済ジャーナリスト）                                                                                                   |
|        | 8月13日  | 入江慎也                         | |
|        | 8月20日  | 親野智可等                       | （教育評論家） |
|        | 9月3日   | 武田一顯                         | （TBSラジオの国会担当記者）                                                                                              |
|        | 9月10日  | 常見陽平                         | （人材コンサルタント）                                                                                                   |
|        | 9月17日  | 鏡リュウジ                       | （占星術師） |
|        | 9月24日  | 林克治                           | （元お笑いコンビ・カリカのメンバー）                                                                                     |
|        | 10月1日  | 森永卓郎                         | （経済アナリスト） |
|        | 10月8日  | 青島健太                         | （スポーツライター） |
|        | 10月15日 | 天野ひろゆき                     | （キャイ〜ンのメンバー）                                                                                                 |
|        | 10月22日 | 加地倫三                         | （ロンドンハーツやアメトークのプロデューサー）                                                                           |
|        | 10月29日 | 植田美津恵                       | （医療ジャーナリスト）                                                                                                   |
|        | 11月5日  | 井上トシユキ                     | （ITジャーナリスト） |
|        | 11月12日 | 生島淳 にしおかすみこ 水野真裕美 | （スポーツジャーナリスト） （女性芸人） TBSアナウンサー この日は通常とは別構成、「野球中継との兼ね合い」の項を参照のこと |
|        | 11月19日 | 井上公造                         | 芸能リポーター・電話出演                                                                                                 |
|        | 11月26日 | 玉木幸則 カンニング竹山          | （障害者バラエティー番組・「バリバラ」の司会者）                                                                         |
|        | 12月3日  | 玉袋筋太郎                       | |
|        | 12月10日 | 内藤陽介                         | （郵便学者） |
|        | 12月17日 | 橋本芙美                         | テレビ、映画プロデューサー                                                                                               |
|        | 12月31日 | 入江慎也、 カンニング竹山        | |
| 2012年 | 1月7日   | 入江慎也                         | |
|        | 1月14日  | 前川孝雄                         | （「勉強会に１万円払うなら、上司と３回飲みなさい」の著者）人材活性化コンサルタント、株式会社FeelWorks 代表取締役         |
|        | 1月21日  | 山田由美子                       | （結婚相談所と仲人の利点を活かした「お見合い塾」 の主宰者）株式会社お見合い塾 代表取締役                                 |
|        | 1月28日  | 市川愛                           | （日本で最初の葬儀相談員）葬儀相談員市川愛事務所 リリーフ代表                                                            |
|        | 2月4日   | 櫻井幸雄                         | （住宅ジャーナリスト）                                                                                                   |
|        | 2月11日  | 宇井義行                         | （フードコンサルタント）                                                                                                 |
|        | 2月18日  | 田中ひろみ                       | （厄年や神社のことなどに詳しいエッセイスト）                                                                             |
|        | 2月25日  | ゲッツ板谷                       | （ライター） |
|        | 4月21日  | 夕聖                             | （カリスマホスト） |
|        |          |                                  | |

※ 備考の括弧内は番組サイトにある表記より　

## オープニング
2012年3月31日放送分までのオープニング曲や、ジングル（サウンドステッカー）の作曲はAFKEY。
2012年4月7日放送分より、オープニング曲、ジングル（サウンドステッカー）がリニューアルされた。作曲はAFKEYによるもの。

## 野球中継との兼ね合い
野球中継等の影響によって、TBSラジオ自社で放送できず裏送りとなる（もしくはその可能性がある）場合には、特別企画として放送する事がある。
- 2011年6月18日は、TBSラジオが同時間帯に『エキサイトベースボールスペシャル・巨人×西武』を放送し、同局での放送が休止になったため、ネット局のみ出水麻衣の単独進行により『出水麻衣のエクスキューズミー』と題した特別版を、TBSラジオからの裏送りで放送した[5]。一部の番組表では通常通り『鈴木おさむ 考えるラジオ』と表記されたが、鈴木は出演していない。ただし、長崎放送は本番組をネットせず、文化放送制作『ありがとうスーちゃん ありがとうキャンディーズ』（文化放送の『センパツ!』枠で4月30日に放送されたもの。本来は3時間番組のため再編集版と思われる）の放送に充てた。
- 2011年8月27日は、TBSラジオが同時間帯に『エキサイトベースボールスペシャル・広島×巨人』を放送したが、該当試合が屋外球場での開催であったため、雨傘番組を兼ねて通常版の「考えるラジオ」を制作しネット局へ裏送りした。こちらは逆に出水が世界陸上取材の関係で休暇を取り、後輩アナである江藤愛が代役を務めた。また、この回はゲストを招かず、鈴木と江藤の2名のみで進行した。
  - なお、2012年6月16日も、TBSラジオが同時間帯に『エキサイトベースボールスペシャル・楽天×巨人』を放送したが屋外球場での開催であったため、裏送り分は通常版の「考えるラジオ」となった。
- 2011年11月5日はセ・リーグクライマックスシリーズ『中日×ヤクルト』第4戦に、同じく11月19日はプロ野球日本シリーズ『ソフトバンク×中日』第6戦にあたるが、これらについては戦況によっては試合が発生しないため、本番組は通常体制で放送を行った。しかし、どちらも試合が発生したためTBSラジオでは『エキサイトベースボールスペシャル』を放送することになり、該当日の放送は裏送りとなった。11月19日の場合はTBS以外にも野球中継を放送した局も多く、IBC岩手放送・秋田放送・南日本放送の3局ネットでの放送となった。
- 2011年11月12日は、プロ野球日本シリーズ第1戦にあたるため、ナイトゲームとして開催された場合は裏送りが発生することに加え、どのチームが勝ちあがっても原則として雨天中止がないことを考慮し、6月18日同様に出水麻衣の単独進行により『考えるラジオ特別編 出水麻衣炎の3番勝負!』として放送することになった。しかし、日本シリーズ第1戦はデーゲームでの開催となったため、TBSラジオ自社でも放送されることになった。